# Victoria (telenovela mexicana)
Victoria es una telenovela mexicana dirigida por Alfredo Gurrola, producida por Ernesto Alonso para la cadena Televisa, Se exhibió por El Canal de las Estrellas entre el 6 de julio de 1987 y el 12 de febrero de 1988. Fue protagonizada por Victoria Ruffo y Juan Ferrara, y antagonizada por Isabela Corona. Se convirtió en uno de los mayores éxitos de 1987 en Latinoamérica e Italia.

## Argumento
Esta telenovela narra la historia de Victoria Martínez, una joven chicana que después de la muerte de su madre emigra a México junto a su hermana enferma Constanza, con el objetivo de reclamar una herencia familiar, pero descubre que el albacea ha huido con el dinero y orillada por las circunstancias chantajea al empresario José Eduardo De los Santos para conseguir un empleo con su familia, sin imaginar las intrigas y secretos que ocultan sus miembros.

## Reparto
- Victoria Ruffo - Victoria "Vicky" Martínez Medina
- Juan Ferrara - José Eduardo de los Santos Bustamante
- Isabela Corona - María Esther Williams Montero de De los Santos
- Roberto Vander - Reinaldo
- Gina Romand - Mariel Arias de Santana
- Gabriela Ruffo - Constanza "Conny" Martínez Medina
- Guillermo Murray - Leopoldo de los Santos Williams
- Rosario Gálvez - Sofía Williams Montero
- Marco Muñoz - Guillermo
- Raymundo Capetillo - Joaquín de los Santos Alarcón
- Rebeca Silva - Guadalupe Rodríguez de De Los Santos
- Emilia Carranza - Amanda Espinosa de los Reyes
- Miguel Manzano - Jeremías
- Xavier Marc - Gerardo de los Santos Alarcón
- Miguel Macía - Teodoro Jerez
- Oscar Servin - Pascual
- Flor Trujillo - Lucía de los Santos
- Aurora Alonso - Bertha
- Yolanda Ciani - Verónica Moguel Oliva
- Raquel Pankowsky - Hortensia
- Cecilia Gabriela - Eloísa
- Alicia Montoya - Esperanza
- Luis Aguilar - Gregorio Estrada
- Luis Xavier - Mario Moguel Oliva
- Roberto D'Amico - Miguel Santana
- Toño Infante - Aurelio
- Martha Resnikoff - Soledad
- Sergio Suani - Felipe
- Consuelo Frank - Doña Gabriela Oliva
- Lucy Cantú - Minerva
- Guillermo Aguilar - Rodolfo
- Carina Ricco - Norma
- Osvaldo Doria
- Manuel Ojeda
- Antonio Miguel
- Irma Infante - Virginia
- Romina Castro - Cristina de la Peña
- Macario Álvarez
- Héctor Rubio
- Gerardo Gil
- Eugenio Cobo
- Inés Jacome
- Nelson Velázquez
- Alejandro Ruiz

## Equipo de producción
- Argumento: Luis Reyes de la Maza
- Basado en un original de: Delia González Márquez
- Edición literaria: Tere Medina
- Tema musical: Tarde
- Intérprete: Victoria Ruffo
- Escenografía y ambientación: Ariel Bianco
- Coordinación de producción: Guadalupe Cuevas
- Director de cámaras: Carlos Guerra Villarreal
- Director de escena: Alfredo Gurrola
- Productor: Ernesto Alonso

## Premios y nominaciones

### Premios TVyNovelas 1988
| Categoría                  | Nominado(a)    | Resultado |
| -------------------------- | -------------- | --------- |
| Mejor telenovela           | Ernesto Alonso | Nominado  |
| Mejor actriz protagónica   | Victoria Ruffo | Nominada  |
| Mejor actor protagónico    | Juan Ferrara   | Nominado  |
| Mejor villana              | Isabela Corona | Nominada  |
| Mejor actriz experimentada | Rosario Gálvez | Ganadora  |
| Mejor actor experimentado  | Miguel Manzano | Nominado  |
| Mejor actriz joven         | Gabriela Ruffo | Nominada  |
| Mejor actor joven          | Luis Xavier    | Nominado  |
| Mejor revelación femenina  | Flor Trujillo  | Nominada  |
| Mejor revelación masculina | Roberto Vander | Nominado  |

## Versiones
- Muchacha italiana viene a casarse, producida por Canal 13 (Argentina, 1969), dirigida por Miguel Larrarte y protagonizada por Alejandra Da Passano y Rodolfo Ranni.
- Muchacha italiana viene a casarse, producida por Televisa (México, 1971) de la mano de Ernesto Alonso y protagonizada por Angélica María y Ricardo Blume.
- Esa provinciana, realizada en 1983, dirigida por Eliseo Nalli y protagonizada por Camila Perissé y Juan José Camero.
- Muchacha italiana viene a casarse, producida por Televisa (México, 2014) de la mano de Pedro Damián y protagonizada por Livia Brito y José Ron.